# Ruedo ibérico (programa de televisió)
|  | Aquest article tracta sobre el programa de televisió d'Antena 3. Vegeu-ne altres significats a «Ruedo ibérico (desambiguació)». |

Ruedo ibérico va ser un programa de televisió, dirigit i presentat per la periodista Montserrat Domínguez i emès per la cadena espanyola Antena 3 entre 2004 i 2006.

## Format
D'emissió matinal, el programa constava de dos grans blocs. En el primer, la presentadora realitzava una entrevista a un personatge de rellevància en el pla polític. En el segon, es constituïa una tertúlia d'actualitat entre periodistes d'informació, fonamentalment, política.
D'altra banda, des de l'abril de 2006, l'espai va comptar amb la secció L'observatori, un repàs en to humorístic als temes d'actualitat per Juanjo de la Iglesia.
El programa va ser retirat de la graella a les darreries de 2006 en no aconseguir més que un 11'2% de quota de pantalla, enfront dels seus directes competidors Los desayunos de TVE, de Televisió espanyola i La mirada crítica de Telecinco. L'última emissió va aconseguir un 10% de quota de pantalla.

## Contertulians
Van ser col·laboradors habituals del programa els següents periodistes:
| - Ángel Expósito - Antonio Casado - Ernesto Ekaizer - Javier González Ferrari - José Antonio Vera - José María Calleja | - José Oneto - Karmentxu Marín - Nativel Preciado - Pilar Cernuda - Raúl del Pozo |